# Лишманов, Юрий Борисович
Юрий Борисович Лишманов (род. 6 марта 1951 года, Соль-Илецк, Оренбургская область, СССР) — советский и российский учёный-радиолог, член-корреспондент РАМН (2007), член-корреспондент РАН (2014).

## Биография
Родился 6 марта 1951 года в городе Соль-Илецк Оренбургской области.
В 1974 году — с отличием окончил лечебный факультет Мордовского госуниверситета.
С 1981 года по настоящее время — работает в Томском НИИ кардиологии ТНИМЦ РАН: старший научный сотрудник лаборатории патофизиологии экстремальных состояний, руководитель лаборатории радионуклидных методов исследования (1984), заместитель директора по научной работе (1991—2015), руководитель научного направления института (с 2015 года).
В 1988 году — защитил докторскую диссертацию.
В 2007 году — избран членом-корреспондентом РАМН.
В 2014 году — стал членом-корреспондентом РАН (в рамках присоединения РАМН и РАСХН к РАН).

## Научная деятельность
Специалист в области радиологии.
Основные направления научной работы: разработка методологии радионуклидных исследований сердечно-сосудистой системы в эксперименте и клинике; создание новых радиофармацевтических препаратов для ядерной кардиологии.
Автор более 850 печатных научных трудов, 8 монографий, главы в учебнике для медицинских ВУЗов «Патофизиология», 6 учебно-методических рекомендаций, практического руководства «Радионуклидная диагностика для практических врачей», национального руководства по радионуклидной диагностике, 27 патентов на изобретения.
Под его руководством защищено 20 докторских и 40 кандидатских диссертаций.

## Награды
- Заслуженный деятель науки Российской Федерации (2014)[3]